# Eurocard Open
Eurocard Open foi o nome comercial dos seguintes torneios de tênis:
- ATP de Essen, em 1995.[1]
- ATP de Stuttgart, entre 1991 e 1999;[2]

## Stuttgart Masters
Stuttgart Masters é um termo genérico que algumas Wikipedias usam para designar o torneio extra em Stuttgart que ocorreu entre 1990 e 2001. Ao pé da letra, deveria incluir apenas as edições de 2000 e 2001, por pertencerem à categoria ATP Masters Series. No entanto, de 1996 a 1999, era um ATP Super 9, categoria anterior e análoga à Masters Series. Durante todo esse período, de 1996 a 2001, o torneio aconteceu em outubro.
| Ano       | Nome comercial                    | Categoria          |
| --------- | --------------------------------- | ------------------ |
| 2001–2000 | Tennis Masters Series - Stuttgart | ATP Masters Series |
| 1999–1996 | Eurocard Open                     | ATP Super 9        |

## Hiperligações interlínguas
As Wikipedias estrangeiras agrupam os torneios de Stuttgart e Essen de formas diferentes, o que impossibilita usar a ferramenta específica de hiperligações sem causar confusão. Segue o exemplo de algumas, para ciência:
| Domínio | ATP de Essen                         | ATP de Stuttgart (1990–2001)                   | ATP de Stuttgart (antes da era aberta–presente) |
| ------- | ------------------------------------ | ---------------------------------------------- | ----------------------------------------------- |
| en      | Eurocard Open                        | Eurocard Open                                  | Stuttgart Open                                  |
| es      | contido em Masters de Madri          | contido em Masters de Madri                    | Torneo de Stuttgart                             |
| fr      | contido em Tournoi de tennis d'Essen | contido em Tournoi de tennis Stuttgart Indoors | contido em Tournoi de tennis de Stuttgart       |
| de      | Essen Masters                        | ATP Stuttgart                                  | Stuttgart Masters                               |
| it      | Eurocard Open                        | Eurocard Open                                  | Stuttgart Open                                  |